# زرمات
زرمات(به آلمانی: Zermatt) یک بخش در ناحیه آلمانی-زبان ایالت وله در سوئیس است. جمعیت این روستا ۵٬۸۰۰ نفر است.
زرمات در انتهای مترتال و در فاصله ۱٬۶۲۰ متر (۵٬۳۱۰ فوت) از بلندترین نقاط سوئیس قرار گرفته‌است. به همین علت این روستا برای مکان مناسبی برای اسکی روی برف به شمار رفته و دارای گردشگران زیادی برای اسکی است.

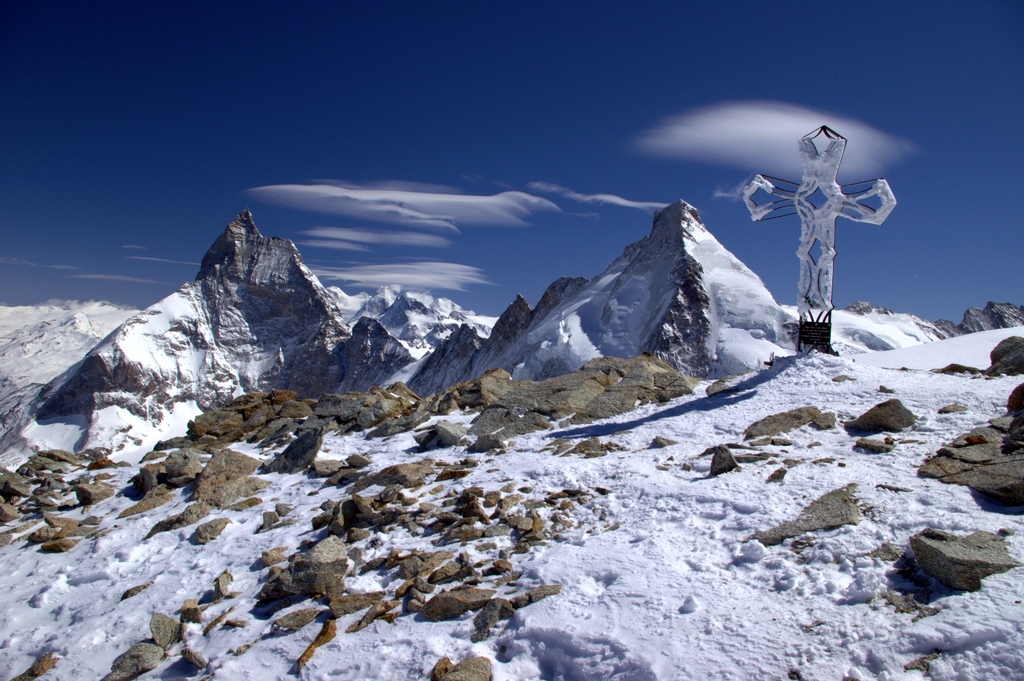
یکی از نقاط کوهنوردی زرمات و نمایی از ماترهورن

## آب‌وهوا
| داده‌های اقلیم زرمات     | داده‌های اقلیم زرمات | داده‌های اقلیم زرمات | داده‌های اقلیم زرمات | داده‌های اقلیم زرمات | داده‌های اقلیم زرمات | داده‌های اقلیم زرمات | داده‌های اقلیم زرمات | داده‌های اقلیم زرمات | داده‌های اقلیم زرمات | داده‌های اقلیم زرمات | داده‌های اقلیم زرمات | داده‌های اقلیم زرمات | داده‌های اقلیم زرمات |
| ماه                     | ژانویه              | فوریه               | مارس                | آوریل               | مه                  | ژوئن                | ژوئیه               | اوت                 | سپتامبر             | اکتبر               | نوامبر              | دسامبر              | سال                 |
| ----------------------- | ------------------- | ------------------- | ------------------- | ------------------- | ------------------- | ------------------- | ------------------- | ------------------- | ------------------- | ------------------- | ------------------- | ------------------- | ------------------- |
| میانگین بیش‌ترین °C (°F) | ۰٫۲ (۳۲)            | ۱٫۳ (۳۴)            | ۳٫۷ (۳۹)            | ۷٫۳ (۴۵)            | ۱۲٫۱ (۵۴)           | ۱۵٫۶ (۶۰)           | ۱۸٫۹ (۶۶)           | ۱۷٫۹ (۶۴)           | ۱۵٫۴ (۶۰)           | ۱۱٫۲ (۵۲)           | ۴٫۶ (۴۰)            | ۱٫۱ (۳۴)            | ۹٫۱ (۴۸)            |
| میانگین روزانه °C (°F)  | −۴٫۸ (۲۳)           | −۴ (۲۵)             | −۱٫۵ (۲۹)           | ۲ (۳۶)              | ۶٫۷ (۴۴)            | ۱۰ (۵۰)             | ۱۲٫۵ (۵۵)           | ۱۱٫۷ (۵۳)           | ۹ (۴۸)              | ۴٫۸ (۴۱)            | −۰٫۸ (۳۱)           | −۳٫۸ (۲۵)           | ۳٫۵ (۳۸)            |
| میانگین کم‌ترین °C (°F)  | −۹٫۴ (۱۵)           | −۸٫۸ (۱۶)           | −۶٫۵ (۲۰)           | −۳٫۲ (۲۶)           | ۱٫۶ (۳۵)            | ۴٫۶ (۴۰)            | ۶٫۶ (۴۴)            | ۵٫۷ (۴۲)            | ۳٫۹ (۳۹)            | ۰٫۷ (۳۳)            | −۴ (۲۵)             | −۸٫۸ (۱۶)           | −۱٫۴ (۲۹)           |
| بارندگی میلی‌متر (اینچ)  | ۴۳ (۱٫۶۹)           | ۴۶ (۱٫۸۱)           | ۴۹ (۱٫۹۳)           | ۵۰ (۱٫۹۷)           | ۶۱ (۲٫۴)            | ۵۶ (۲٫۲)            | ۴۷ (۱٫۸۵)           | ۶۰ (۲٫۳۶)           | ۴۱ (۱٫۶۱)           | ۵۵ (۲٫۱۷)           | ۵۵ (۲٫۱۷)           | ۴۹ (۱٫۹۳)           | ۶۱۱ (۲۴٫۰۶)         |
| میانگین روزهای بارندگی  | ۶٫۶                 | ۶٫۳                 | ۷٫۷                 | ۶٫۷                 | ۱۰                  | ۸٫۶                 | ۸٫۹                 | ۹٫۹                 | ۶٫۹                 | ۶٫۷                 | ۷                   | ۶٫۷                 | ۹۲                  |
| منبع: MeteoSchweiz      |                     |                     |                     |                     |                     |                     |                     |                     |                     |                     |                     |                     |                     |